# Александровка (Яковлевский сельский совет)
Алекса́ндровка (укр. Олександрівка) — село, 
Яковлевский сельский совет,
Харьковский район,
Харьковская область.
Код КОАТУУ — 6325185502. Население по переписи 2001 года составляет 147 (66/81 м/ж) человек.

## Географическое положение
Село Александровка находится у истоков безымянной речушки, которая через 3,5 км впадает в реку Мерефа (правый приток).
На реке сооружена запруда.
На расстоянии в 2,5 км расположены село Яковлевка и город Мерефа.
К селу примыкает несколько лесных массивов (дуб).

## История
- 1722 — дата основания[1].